# Дом Симоновича (Таганрог)
Дом Симоновича — объект культурного наследия, который располагается по улице Чехова, 30 в городе Таганроге Ростовской области. Согласно Постановлению Главы Администрации Ростовской области от 16.01.1995 года № 7, подлежит сохранению и реставрации.

## История
Купец Чиликин построил новый дом по улице Чехова, 30 после 1850-х годов. Владел он им до 1890-х годов, затем продал ростовскому купцу Маркусу Гордону. Уже в 1906 году дом опять поменял собственника, им стал Логачев. А с 1915 года по 1918 год домом владел Симонович, в честь которого здание и получило свое историческое название. Хотя сам владелец в доме не жил — сдавал его в аренду для нужд Окружного полицейского управления. В некоторой части помещений располагался окружной комитет по земельным делам. В доме работала типография. В XXI веке это жилой дом.

## Описание
Дом двухэтажный, построенный из камня. Крыльцо с ажурным навесом располагается не по центру — смещено вправо. Угол дома обладает скругленной формой, над ним находится оригинальный фронтон. Надоконное пространство украшают разные элементы декора.